# 碩眼山蟻屬
碩眼山蟻屬 (Gigantiops ) 分布於南美洲，為山蟻亞科碩眼山蟻族，本屬單種：破壞碩眼山蟻 (G. destructor )，破壞碩眼山蟻為碩眼山蟻族下的唯一物種。複眼為螞蟻中最大的，能跳躍，染色體數為蟻科之冠 (2n = 78)。
破壞碩眼山蟻棲息於南美洲的亞馬遜地區，北緯10度和南緯15度之間。
破壞碩眼山蟻早在1804年就被描述，但雄蟻在1968年才被描述。

## 習性
單后制 (monogynous) 多巢型 (polydomous)，巢密度可達每公頃300巢。築巢於自然產生的洞中，如土中、朽木中，有時候巢體的出入口附近會有獨立的「警衛室」，一隻工蟻會在裡面隨時準備守衛出入口。群體大小可高達數百隻個體。只在白晝覓食，巔峰期介於 9:30 和 11:30 之間。食性廣，可取食植物蜜露或小型節肢動物，覓食工蟻可以同時取食蜜露和捕食獵物，有時候工蟻會當場吃食獵物，工蟻會將獵物咀嚼過後餵給幼蟲。無論是野外或是實驗室飼養的群體，或是飢餓一段時間的飼養群體，工蟻都沒有招募行為或其他合作行為（如留下費洛蒙蹤跡），甚至會和同伴爭奪食物，這種行為對於真社會性昆蟲來說十分不尋常。工蟻透過視覺感知獵物，跟蹤獵物並跳向獵物，會躲避人類。

## 外部連結
- 维基共享资源上的相關多媒體資源：Gigantiops destructor